# Peter Norvig
Peter Norvig, né le 12 mai 1956, est un scientifique américain, chercheur en informatique. Il est actuellement directeur de recherche pour la société Google.  
Il a publié une cinquantaine d'articles scientifiques sur l'informatique, notamment dans le domaine de l'intelligence artificielle, le traitement automatique du langage naturel, la recherche d'information, et la conception de logiciel.  
Il a également écri, ou co-écrit, plusieurs ouvrages dans le domaine de l'intelligence artificielle et de l'informatique. 

## Biographie
Norvig est diplômé (bachelor, 1978) en mathématiques appliquées de l'Université Brown, et en informatique (doctorat, 1985) de l'Université Berkeley. Il est professeur assistant à l'Université de Californie du Sud, et chercheur à la faculté de Berkeley jusqu'en 1991. Il est responsable d'une division du Ames Research Center de la NASA (logiciels pour satellites et robots d'exploration de Mars), et responsable, consultant ou chercheur dans diverses entreprises américaines dont Junglee, Harlequin ou les laboratoires de Sun Microsystems (1991-1994). 
Il travaille chez Google depuis 2001, dans le développement d'intelligence artificielle, puis comme directeur de recherche qualité (2002-2005), puis comme directeur de recherche à partir de 2006. Il a participé notamment à l'amélioration du moteur de recherche web Google Search. À partir de 2005, il dirige l'équipe de recherche en traduction automatique dont les travaux sont utilisés notamment par le service Google Traduction.

## Ouvrages
Norvig est l'auteur ou coauteur de plusieurs livres, dont notamment :
- Artificial Intelligence: A Modern Approach
- Paradigms of AI Programming: Case Studies in Common Lisp
- Verbmobil: A Translation System for Face-to-Face Dialog
- Intelligent Help Systems for UNIX